# Nationalpark Zall Gjoçaj
Der Nationalpark Zall Gjoçaj (albanisch Parku Kombëtar Zall Gjoçaj) war ein Nationalpark in Nordostalbanien ungefähr 40 Kilometer Luftlinie nordöstlich von Burrel in der Gemeinde Mat. Das Schutzgebiet wurde 1996 eingerichtet und ging 2022 im größeren Nationalpark Lura-Mali i Dejës auf.
Im Norden grenzt der ehemalige Nationalpark direkt an den ehemaligen Nationalpark Lura. Die Region umfasst ein Waldgebiet im Bergtal von Zall Gjoçaj mit einer Fläche von 140 Hektar. In den Wäldern des Nationalparks fanden sich Wasserquellen und Bachläufe.
An der Westseite des Bergtals liegt der Berg Malthit e keq (1840 m ü. A.), der höchste Punkt im ehemaligen nPark. Im Südwesten grenzt der Nationalpark an den Pass Qafa e Thanës (Kornelkirschen-Pass; 1690 m ü. A.). Im Norden liegt mit rund 1500 m ü. A. der tiefste Punkt des Parks. 

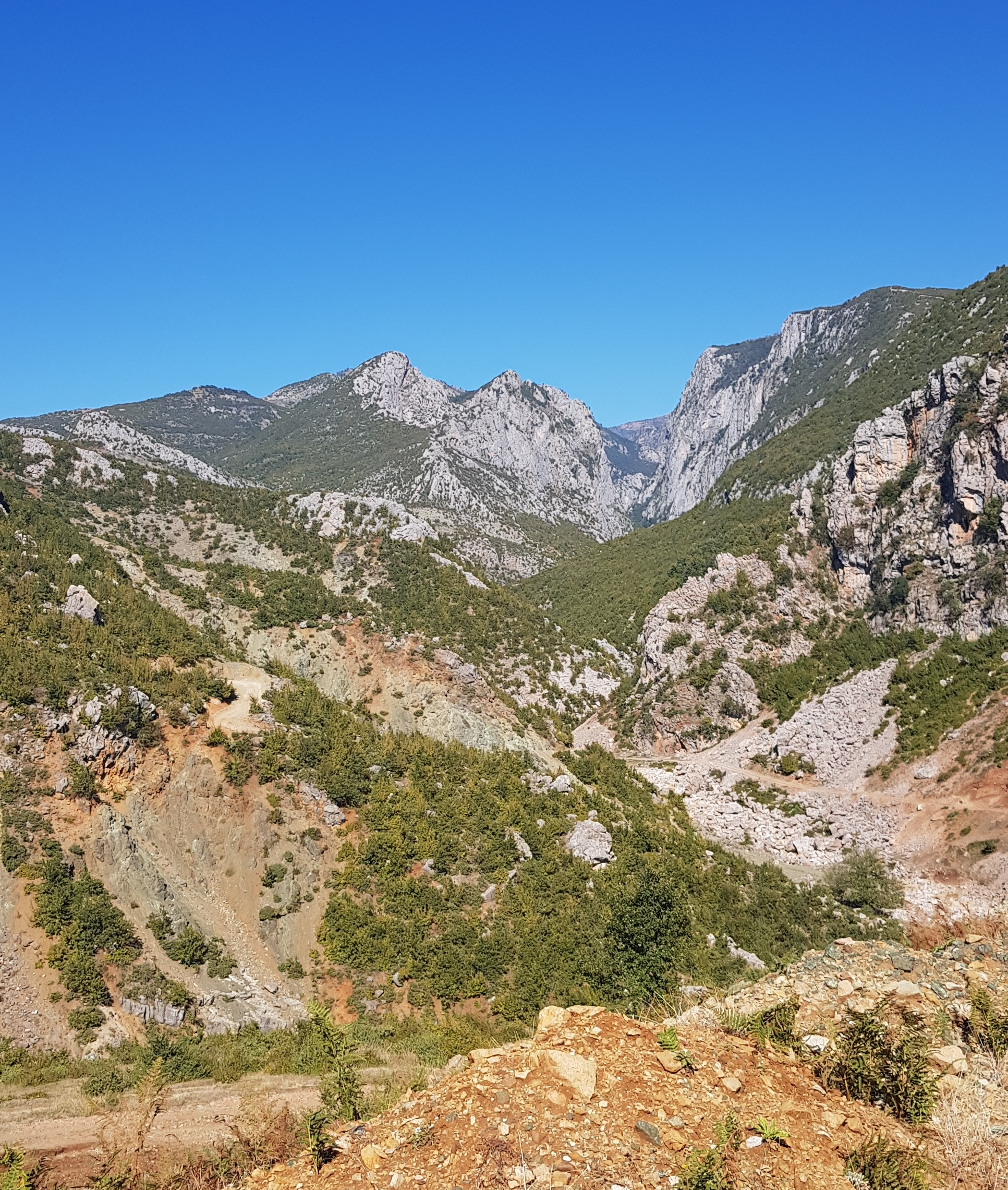
Berglandschaft um den Park

Nur wenig westlich des ehemaligen Schutzgebiets erhebt sich der Mali i Dejës (2245 m ü. A.), der höchste Berg der Region und ein nach Osten steil abfallender Kalkrücken. Im Norden liegt der Bergzug Kunora e Lurës, rund fünf Kilometer nordwestlich das Dorf Zall-Gjoçaj. 
Im Nationalpark gab es weder Infrastruktur für Besucher, noch ist das Areal auf Straßen erreichbar. Lediglich am Qafa e Thanës verläuft ein schlechter Fahrweg von Holzfällern. Einfacher zu erreichen ist das Areal wohl von der ebenfalls sehr schlechten Piste durch den Lura-Nationalpark, die ihn etwa zwei Kilometer östlich passiert. Von dieser Piste aus führen Feldwege ins Tal. 